# Annexió de Crimea a la Federació de Rússia
L'annexió de la península de Crimea a la Federació Russa va produir-se el 18 de març de 2014. Aprofitant el buit de poder posterior a la fi de la Revolució de la Dignitat, que va comportar la destitució del president electe ucraïnès, Víktor Ianukòvitx, i l'enderrocament del govern d'Ucraïna, Rússia va envair la península de Crimea, part d'Ucraïna, a finals de febrer de 2014 i després la va annexionar. Aquesta acció va suposar l'inici de la guerra russo-ucraïnesa.
El 21 de novembre de 2013, diverses protestes van esclatar espontàniament a la capital ucraïnesa, Kíiv, després que el govern d'Ucraïna suspengués els preparatius de la signatura de l'acord d'Associació i del Tractat de Lliure Comerç amb la Unió Europea, previst per una setmana més tard, en favor de relacions econòmiques més properes amb Rússia. Al cap de pocs dies d'haver començat les manifestacions, un creixent nombre d'estudiants universitaris s'uniren a les protestes i, poc més tard, la ciutadania en general també s'hi va implicar. D'aquesta manera, Ucraïna havia quedat dividida entre una part de la població que demanava l'annexió a Rússia i l’altra que apostava per la incorporació del país a la Unió Europea. El 22 de febrer de 2014, el president ucraïnès, Viktor Ianukóvitx, va ser destituït del càrrec pel Parlament, va abandonar Kíiv i es va traslladar a les regions orientals del país (russòfones), on mantenia suport popular i on van esclatar protestes en contra del nou govern del país.
Paral·lelament, durant grant part del febrer de 2014, el president rus, Vladimir Putin, havia anat enviant silenciosament milers de soldats addicionals a les bases que Rússia tenia a Crimea gràcies al Tractat de Partició del 1997 i centenars de voluntaris s'hi van unir sense fer-se notar gaire. A més, en una reunió amb els alts oficials de les forces especials i el ministre de defensa, Putin va indicar que calia iniciar els treballs per a "retornar Crimea a Rússia." L'endemà de la destitució de Ianukóvitx, el primer ministre rus, Dmitri Medvédev, va qüestionar la legitimitat del nou govern ucraïnès i el va qualificar d'il·legítim. Quatre dies més tard, el 27 de febrer, un grup d’homes armats -entre els quals hi havia soldats russos sense insígnia- van prendre el control del Parlament de Crimea i hi van hissar la bandera russa. A la vegada, forces especials russes sense insígnies van prendre posició a llocs estratègics a tota Crimea i, tot i que Rússia va negar la seva implicació militar inicialment, Putin va admetre més tard que s'hi havien desplegat tropes per a "ajudar les forces d'autodefensa de Crimea".
L'u de març, el Parlament rus va aprovar l'ús de la força a Ucraïna, mentre que el govern de Crimea era destituït i un de nou, liderat per prorus Serguei Aksiónov, anunciava la convocatòria d'un referèndum sobre l'estatus polític de Crimea. La votació es va celebrar el 16 de març sota l'ocupació russa i, segons les autoritats instal·lades per Rússia, el 95% dels votants (el 85% del cens) van votar a favor de l'adhesió de la península a Rússia. L'endemà, les autoritats de Crimea van declarar la independència i van demanar unir-se a Rússia, país que va incorporar formalment Crimea el 18 de març de 2014 en un acte solemne al Kremlin on Putin i els líders de la península van signar el tractat bilateral pel qual la república de Crimea i la ciutat de Sebastopol es van convertir en dos nous membres de la Federació Russa. Després de l'annexió, Rússia va augmentar la seva presència militar a la península i va advertir contra qualsevol intervenció exterior.
Per contra, tant Ucraïna com molts altres països van condemnar l'annexió, denunciant que es tractava d'una violació del dret internacional i dels acords russos que salvaguarden la integritat territorial d'Ucraïna. L'annexió va portar la resta de membres del G8 a suspendre Rússia del grup i a introduir sancions al país i als seus mandataris. Per la seva banda, l'Assemblea General de les Nacions Unides també va rebutjar el referèndum i l'annexió, adoptant una resolució que defensava la "integritat territorial d'Ucraïna dins de les seves fronteres reconegudes internacionalment", i es referia a l'acció russa com a "ocupació temporal". En canvi, el govern rus s'ha negat a considerar l'acció com una "annexió" i defensa que el referèndum complí el dret d'autodeterminació dels pobles.

## Altres noms

### A Ucraïna
Els noms de l'annexió de Crimea varien. A Ucraïna, és coneguda com l' ocupació temporal de la República Autònoma de Crimea i Sebastòpol per part de Rússia (ucraïnès: тимчасова окупація Автономної Республіки Крим і Севастополя Росією; transcrit: tymchasova okupatsiia Avtonomnoi Respubliky Krym i Sevastopolia Rosiieiu), l'ocupació il·legal de la República Autònoma de Crimea, la caiguda de Crimea i la invasió de Crimea.

### A Rússia
A la Federació Russa, també es coneix com l'adhesió de Crimea a la Federació Russa (rus: присоединение Крыма к Российской Федерации; transcrit: prisoyedineniye Kryma k Rossiyskoy Federatsii), el retorn de Crimea (rus: возвращение Крыма; transcrit: vozvrashcheniye Kryma) i la reunificació de Crimea.